# オドネ・センデロール
オドネ・センデロール（Ådne Søndrål、1971年5月10日 - ）は、ノルウェーの男子スピードスケート選手。

## 経歴
1988/89シーズンにワールドカップへ初出場。翌シーズンの同シーエン大会で1500m2位となって最初の表彰台に立つ。さらにその翌シーズンには同じ種目で初優勝を飾り、ジュニア世界記録もマークした。以後ワールドカップ優勝30回、総合優勝のべ4回。1500mでアルベールビルオリンピック銀メダル、長野オリンピックでは世界記録を更新し優勝を果たした。同年3月にも記録を更新した。ソルトレイクシティオリンピックでも銅メダルを獲得し、そのシーズンを持って現役を引退。引退したシーズンに2種目でワールドカップの総合3位以内に入るなど、現役生活の最後まで高い実力を維持していた。

## 自己記録
| 種目    | 記録       | 日時          | 場所               |
| ------- | ---------- | ------------- | ------------------ |
| 500 m   | 35秒72     | 2000年1月15日 | ハーマル           |
| 1000 m  | 1分08秒15  | 2001年2月2日  | ソルトレイクシティ |
| 1500 m  | 1分45秒26  | 2002年2月19日 | ソルトレイクシティ |
| 5000 m  | 6分40秒53  | 1999年2月6日  | ハーマル           |
| 10000 m | 14分13秒12 | 1999年2月7日  | ハーマル           |